# Komisches Epos
Das Komische Epos ist eine Literaturform. Es handelt sich dabei um eine lyrisch abgefasste parodistische bzw. satirische Form, die im Barock in Anlehnung an antike Vorbilder entwickelt wurde. 
Das Komische Epos sticht durch einen feierlichen Ton und Gesänge, die in Strophen und  Versen – häufig in Hexametern oder Alexandrinern – geschrieben sind, hervor. Zuweilen gibt es eine strikte inhaltliche Trennung zwischen Freund und Feind oder Gut und Böse.
Als eine besondere Variante wird gelegentlich das Heroisch-Komische Epos wahrgenommen, in welchem es einen konkreten Helden gibt. Daher rührt auch die alternative Bezeichnung Komisches oder Scherzhaftes Heldengedicht, die allerdings oftmals auch für das Komische Epos im Allgemeinen verwendet wird.